# Barbara Nadel
Barbara Nadel (Reino Unido) es una escritora inglesa especializada en novela negra. Es licenciada en Psicología; durante varios años trabajó en un hospital psiquiátrico con enfermos esquizofrénicos y delincuentes con trastornos mentales.
Su actividad literaria comienza en 1999 con la publicación de la novela, La hija de Baltasar, a la que siguieron A Chemical Prison (2000), Arabesk (2001), Deep Waters (2002), Harem (2003) y Petrified (2004). Sus obras han sido traducidas a diferentes idiomas. Actualmente vive a las afueras de Londres y se dedica exclusivamente a la escritura. Ha ganado diversos premios literarios.